# Oxytate guangxiensis
Oxytate guangxiensis es una especie de araña cangrejo del género Oxytate, familia Thomisidae. Fue descrita científicamente por He & Hu en 1999.

## Distribución
Esta especie se encuentra en China.

## Tratamiento taxonómico
La especie aparece registrada y publicada en A new species of the genus Oxytate from Guangxi Zhuang Autonomous Region, China (Araneae: Thomisidae). Acta Arachnologica Sinica 8: 30–31.